# Acrea
Acrea (en griego antiguo: Ἀκραία) es un personaje de la mitología griega, una de las tres hijas de Asterión. Según el mito, Eubea (Εὔβοια), Prosimna (Προσύμνα) y Acrea fueron las nodrizas de la diosa Hera.
Según Pausanias, el monte de enfrente del hereo de Micenas se llamaba Acrea.